# Ковтун, Григорий Владимирович
Григорий Владимирович Ковтун (род. 31 января 1979) — российский хоккеист, нападающий.

## Биография
Воспитанник пермского «Молота», с 1995 года стал играть за «Молот-2». В переходном турнире сезона 1996/97 дебютировал в составе первой команды, в Суперлиге стал выступать с сезона 1999/2000. Сезон 2003/04 провёл в новосибирской «Сибири», заем вернулся в «Молот-Прикамье». Завершал карьеру в команде «Ариада-Акпарс» Волжск (2007/08 — 2009/10).
Тренер команды 2004 года рождения в «Молоте» (2011—2016).